# Festival du cinéma grec 1987
Le Festival du cinéma grec de 1987 fut la 28e édition du Festival international du film de Thessalonique. Elle se tint du 28 septembre au 11 octobre 1987.

## Jury
Le jury était présidé par Níkos Koúndouros

## Palmarès
- Les Enfants de Helidona : meilleur film, meilleur scénario, meilleure actrice, meilleur acteur dans un second rôle
- Potlatch : meilleur réalisateur, meilleure actrice dans un second rôle, meilleur montage, meilleure musique
- Doxobus : meilleur réalisateur, meilleure image, meilleur maquillage
- Theofilos : meilleur film, meilleur acteur
- Le Carcan : meilleur scénario
- Vivre dangereusement : meilleur montage ; Prix du Ministère de la culture pour meilleur acteur et meilleur montage
- Patrouille du matin : meilleur réalisateur